# Bias (băng từ)
Bias ở băng từ là thuật ngữ công nghệ gồm có hai loại là AC bias và DC bias, giúp cải tạo độ trung thực của những bản ghi âm bằng đĩa từ analogue. DC bias là kỹ thuật dùng dòng một chiều thêm vào tín hiệu ghi băng từ. DC bias được áp dụng sớm hơn AC bias, mặc dù xét ở những dải đáp ứng tuyến tính nhất định (rất nhỏ) thì DC bias có tác dụng giảm méo, tuy nhiên khi trên toàn dải âm tần thì những bản ghi thường bị méo cao và không giữ được đặc tính đáp ứng tần số (quan hệ giữa cường độ của tín hiệu tại các tần số bị thay đổi khá nhiều sau khi ghi và đọc lại). Năm 1933 người ta bắt đầu nghiên cứu và áp dụng AC bias. AC bias là kỹ thuật dùng một dòng xoay chiều có tần số siêu âm (thường từ 40 đến 150 kHz) để tạo ra tìn hiệu ghi âm (dạng điều biên với biên độ của tín hiệu chính là nguồn âm cần ghi).

Đường cong từ trễ

Vật liệu băng từ bắt đầu được dùng để ghi tín hiệu âm thanh từ những năm 1928 (thời điểm này người ta dùng oxide sắt để chế tạo). Đặc tính chung của mọi vật liệu đối tác động của môi trường là lưu lại tác động đó, oxide sắt là vật liệu ghi nhớ từ khá tốt cũng chính vì thế nên đặc tính từ thẩm (B-H) là một đường bao từ trễ chứ không phải đường thẳng. Tín hiệu âm thanh có dạng sóng với biên độ thay đổi, giả sử tín hiệu đang có biên độ tăng, dòng điện trong đầu từ ghi sẽ tạo ra từ trường H tăng sẽ giúp cho cảm ứng từ của băng từ tăng theo đường bên phải, khi tín hiệu giảm thì cảm ứng từ giảm theo đường bên trái, do vậy cùng 1 mức tín hiệu nhưng cảm ứng từ có giá trị khác nhau tùy thuộc vào quá trình của tín hiệu âm thanh (tăng hay giảm). Hình dung tín hiệu âm thanh là 1 hình tam giác cân, tín hiệu xuất phát từ góc đáy bên trái đi đến đỉnh rồi đi xuống góc đáy bên phải, nếu ghi trực tiếp tín hiệu này vào băng từ thì toàn bộ các điểm kết nối 2 cạnh bên của tam giác (mà tạo ra đường song song với đáy) đều không được bảo toàn về giá trị bằng nhau khi ghi vào băng từ. Chính vì thế thời gian đầu người ta chưa sử dụng kỹ thuật Bias nên tín hiệu tái tạo thường bị méo và không giữ được tính tuyến tính trên dải tần tín hiệu âm thanh.
DC bias được áp dụng để thay đổi dạng của tín hiệu muốn ghi để khi tín hiệu tăng và tín hiệu giảm sẽ bớt bị méo hơn khi không dùng DC bias, tuy nhiên tại các tần số khác nhau thì đường cong từ trễ cũng không hoàn toàn giống nhau và tín hiệu âm gồm nhiều thành phần tần số khác nhau ngẫu nhiên nên việc áp dụng DC bias lại gây méo đối với các tần số ngoài phạm vi thiết kế đó.
AC bias chia tín hiệu âm thành các điểm nhỏ (hoặc quãng nhỏ có độ lớn trung bình, mỗi điểm cách nhau một quãng bằng 1 chu kỳ của tín hiệu AC bias, hay bằng khoảng cách giữa 2 điểm khác nhau gần nhất có cùng pha và cùng biên độ). Đỉnh của tín hiệu AC bias sẽ chứa độ lớn của tín hiệu âm thanh, với 1 chu kỳ của tín hiệu AC bias thì chỉ có 1 đường cong từ trễ tương ứng, do vậy đỉnh này cũng duy nhất. Nghĩa là dù tại thời điểm khác, tín hiệu âm thanh có giá trị tương tự nhưng biến thiên tăng hay giảm thì biên độ đó đều không chịu ảnh hưởng của đường cong từ trễ gây méo dạng tín hiệu âm thanh. Tuy nhiên do tần số càng lớn thì đường cong từ hóa càng nhỏ nên càng tăng tần số của AC bias thì càng làm giới hạn biên độ bị nhỏ lại, cũng có nghĩa là độ biến thiên của tín hiệu âm thanh sẽ nhỏ hay dải động sẽ nhỏ, dễ bị ảnh hưởng bởi tạp âm. Chính vì thế AC bias được cải thiện tần số từ 40 đến 150 kHz nhờ các băng từ thế hệ mới từ loại 1 đến loại 4. Nếu so sánh với CD thì tốc độ lấy mẫu của băng từ cao hơn cũng có nghĩa khả năng truyền tải các tín hiệu có tần số cao hơn CD. Ngoài ra biên độ tín hiệu âm cần lấy mẫu của băng từ là tín hiệu tương tự chứ không phải là các ngưỡng có sẵn như CD (16 bit một mẫu, nghĩa là có 65536 mức khác nhau chứ không liên tục như tương tự) nên tín hiệu âm trên băng từ có độ chính xác cao và méo ít hơn (chỉ xét với các bộ cassette deck tầm cao cấp hiện đại có thể dò tìm và đồng bộ chính xác các vị trí của đỉnh bias) so với tín hiệu âm có được từ CD.
Đa số mọi người thường hiểu kỹ thuật băng từ như những ngày đầu với những cải tiến chưa cao, đồng thời nhiều phức tạp của các bộ lọc giảm tạp âm của băng từ (có thể làm thay đổi đặc tuyến đáp ứng tần số chút ít) và tạp âm ở băng từ thường cao nên dải động của tín hiệu băng từ có hạn chế khi so với dải động của tín hiệu CD nên họ hay tin vào chất lượng tín hiệu CD hơn chất lượng của tín hiệu âm trên băng từ loại 4. Thực tế khi nhìn vào cách mã hóa tín hiệu số của CD sẽ thấy âm tạo ra ở tần số cao bị méo nhiều hơn so với tín hiệu âm trên băng từ vì nếu mọi người xem lại quá trình tổng hợp tín hiệu thì sẽ thấy tín hiệu âm cao nhất của CD có tần số khoảng 22 kHz, tín hiệu âm ở thời điểm nào đó cũng chỉ được tổ hợp bởi những hình sin tần số cao nhất là 22 kHz, nghĩa là bộ tổ hợp này chỉ có các tần số từ khoảng 20 đến 22 kHz (chỉ bằng với khả năng cảm nhận của tai người) nhưng thực tế hình dạng của tín hiệu thực là tổ hợp của vô cùng các tần số, trong khi đó mẫu tín hiệu âm trên băng từ lấy mẫu với tần số 150 kHz nên có thể cho phép mở rộng tổ hợp tín hiệu lên đến 75 kHz, vậy nên tín hiệu CD sẽ làm biến dạng hơn (méo) so với tín gốc (tín hiệu tương tự) nhất là đối với các tín hiệu có tần số cao của các nhạc cụ dây hoặc hơi. Tai người tuy chỉ nghe được tần số từ 20 đến 20 kHz nhưng rõ ràng với cùng 1 âm thanh có tần số cơ bản 10 kHz nhưng biên độ biến điệu theo hình sin hoàn hảo sẽ khác với hình sin méo, và tín hiệu âm đó tác động lên màng nhĩ cũng khác nhau, nên khi nghe âm thanh tương tự người ta có cảm giác nó mượt mà và thật hơn âm thanh số (nhất là với bộ CD player chất lượng không cao - tất nhiên cũng cần phải có các bộ cassette deck chất lượng cao bên cạnh amplifier và speaker chất lượng vô cùng cao thì mới tận hưởng được hết các giá trị mà âm thanh tương tự mang lại).
Xét theo kía cạnh kinh tế thì âm thanh cassete dễ đạt được chất lượng cao hơn CD nhưng vẫn khá tốt khi so với SACD.